# František Zvarík
František Zvarík (17. července 1921, Vrútky, Slovensko – 17. srpna 2008, Bratislava, Slovensko) byl slovenský herec a zpěvák, operní pěvec (bas) a zpěvák lidových písní, manžel Evy Krížikové.
Absolvent Hudební a dramatické akademie v Bratislavě. V Slovenském Národním divadle hrál poprvé ještě jako student v roce 1939.

## Angažmá
- 1945–1956 Opera SND
- 1956–1997 Činohra SND

## Ocenění
- V roce 2001 mu prezident Slovenské republiky Rudolf Schuster propůjčil státní vyznamenání Řád Ľudovíta Štúra I. třídy
- 1992 Čestný občan města Vrútky

## Filmografie
- 1947 Varúj…! (pán na zábavě)
- 1947 Tři kamarádi (Ing. Štěpán Donel)
- 1948 Čertova stěna (Ivan Trnovský)
- 1953 Rodná zem (Ferko)
- 1957 Jurášek (Kretschmer)
- 1957 Posledná čarodějnice
- 1965 Obchod na korze (Kolkocký)
- 1965 Smrt přichází v dešti (Pětiprstý)
- 1967 Vreckári (Zollner)
- 1968 Kulhavý ďábel (Rudolf)
- 1968 Není jiné cesty (Nosák–Nezabudov)
- 1969 322 (číšník)
- 1970 Pán si neželal nič (pán v středních letech)
- 1973 Skrytý pramen (Galba)
- 1974 Velká noc a velký den (Dietbert)
- 1975 Setkání (Kornel starší)
- 1976 Červené víno (statkář)
- 1977 Soukromná válka (Agricola)
- 1978 Poéma o svědomí (Lucký)
- 1985 Kára plná bolesti (kněz Senko)
- 2002 Kruté radosti